# جيمس دبليو. هوك
جيمس دبليو. هوك (بالإنجليزية: James W. Houck)‏ هو ضابط أمريكي، ولد في 18 أبريل 1958 في بيتسبرغ في الولايات المتحدة.